# Анж Жак Ґабріель

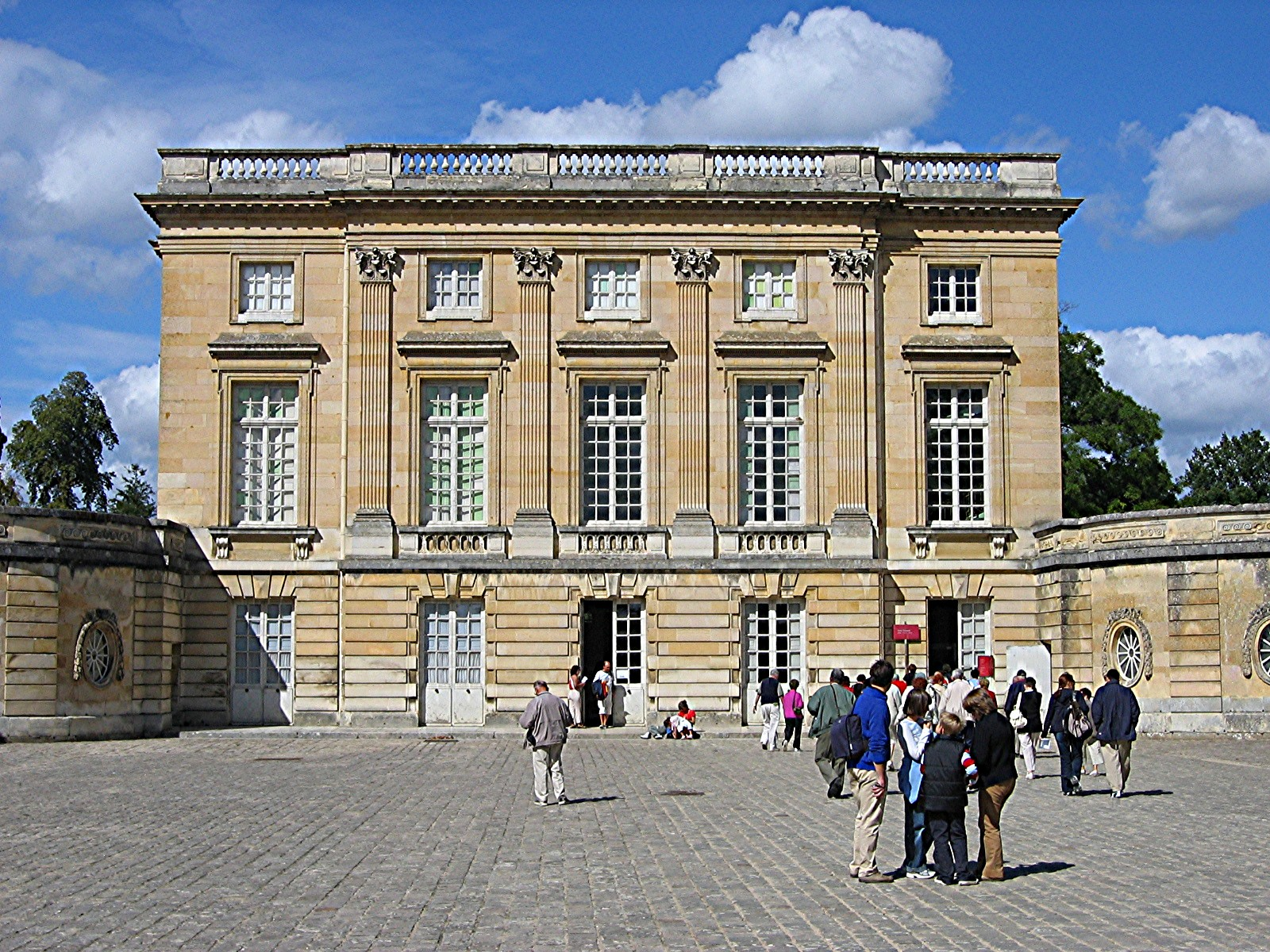
Палац Малий Тріанон у парку Версаля.

Анж Жак Ґабріель (фр. Ange-Jacques Gabriel, нар. 23 жовтня 1698 — пом. 4 січня 1782) — французький архітектор, один з основоположників й останній найбільший майстер французького класицизму XVIII ст.

## Родина архітекторів
Походив з династії французьких архітекторів. Його прадід був будівничим в місті Руан, де створив місцеву ратушу. Дід архітектора (Жак IV Ґабріель, бл. 1630—1686) вибудував замок-палац в Шуазі та Королівський міст у Парижі. Батько архітектора вибудував декілька палаців для аристократів у Парижі, серед котрих і отель Бірон, нині музей Огюста Родена.

## Життєпис
Народився в родині придворного архітектора Жака V Ґабріеля (1667—1742).
Архітектурній професії навчався спершу у батька (під час будівництва інтер'єрів королівських палаців у Версалі, Фонтенбло, Тюїльрі), а також у придворного архітектора Робера де Котта, з 1718 року — у паризькій Академії архітектури.
Відносно молодим, у 1728 році, став членом Королівської академії архітектури. У 1742 р. став Першим архітектором короля, а також обійняв посаду Президента Академії архітектури.

## Шлюб
Анж Жак Ґабріель узяв шлюб 2 лютого 1728 року з пані Катериною де ла Мотт, донькою управителя королівських споруд.

## Учні
Виховав цілу плеяду учнів: Ш. д'Авіле, Ж. Верен, П. Ленотр, Лассюранс, Ж. Боффран, Р. де Конт та ін.

## Смерть
Помер 4 січня 1782 року в Парижі. Поховання відбулося в паризькій церкві Сен-Жермен-л'Осерруа.

## Головні праці
У Версалі:
- Реконструкція інтер'єрів Версальського палацу.
- Перебудова Північного крила Версальського палацу (так зв. «крило Ґабріеля», 1734—1774).
- Королівська опера (1769—1770).
- Малий Тріанон (1762—1768).

Інші роботи:
- Розширення і перебудова Замку в Шуазі (1740—1777).
- Замок в Комп'єні (1750).
- Павільйон Бутар, Ла-Сель-Сен-Клу (1750).
- Королівський палац, Бордо (1755).
- Розширення Палацу Менар, Луар і Шер (для Маркізи де Помападур, 1760—1764).
- Планування і забудова майдану Людовіка XV (нині Площа Згоди, 1755—1763).
- Військова школа (або Військова академія) на Марсовому полі, Париж.
- Частина Лувра, Париж.

## Галерея обраних споруд

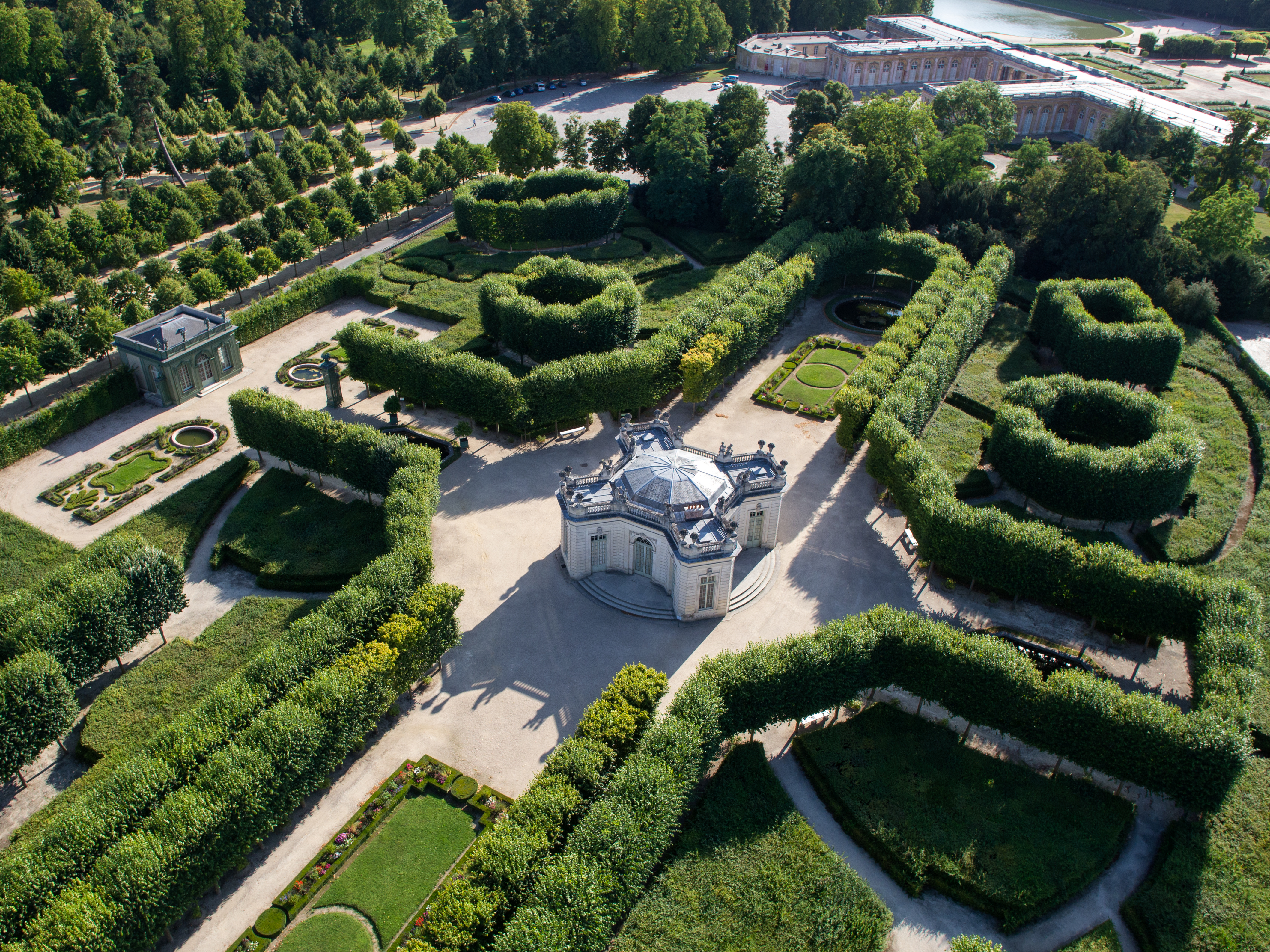
Арх. Анж Жак Ґабріель. Французький павільйон, Версальський парк, середина 18 ст.
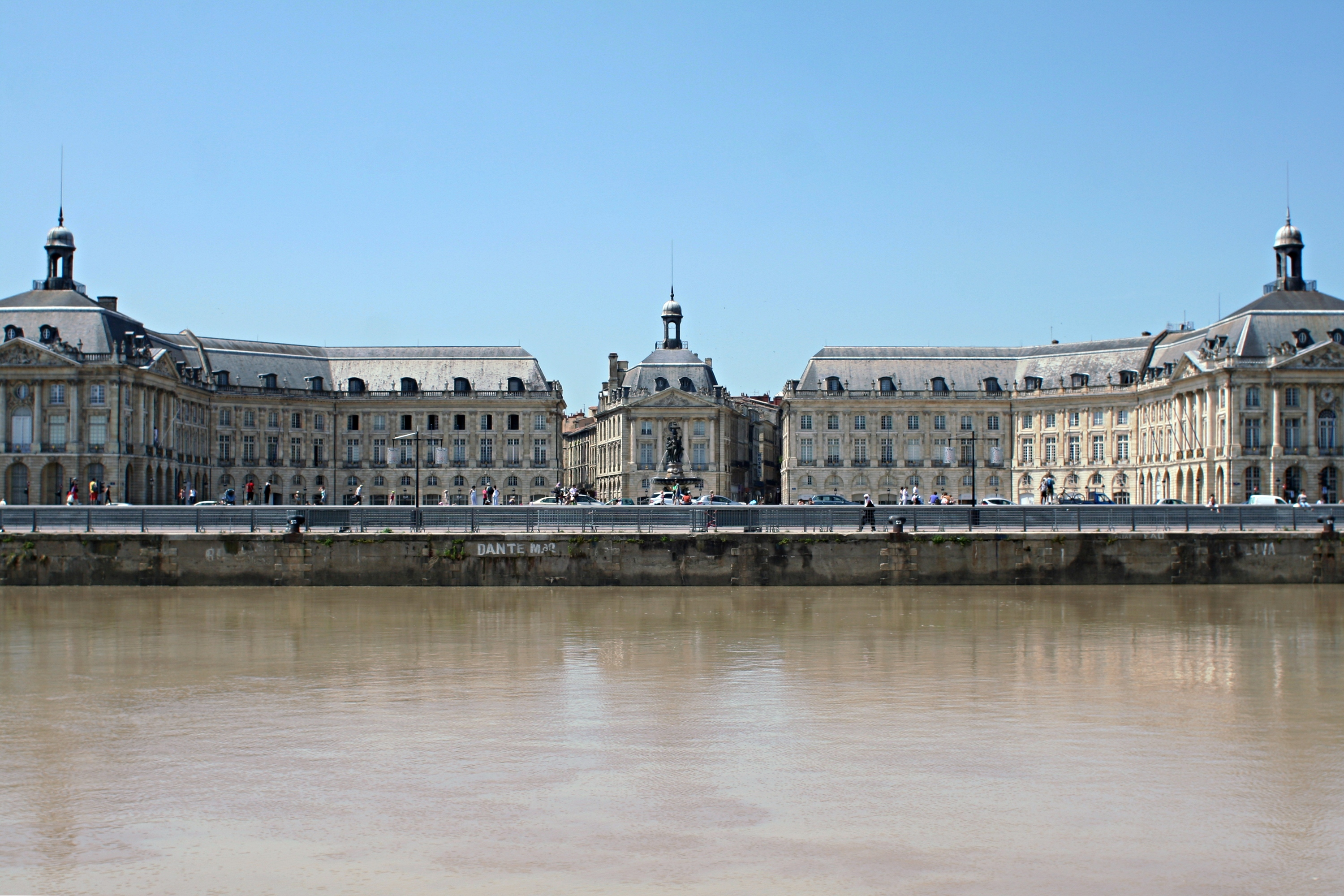
Королівська площа в місті Бордо
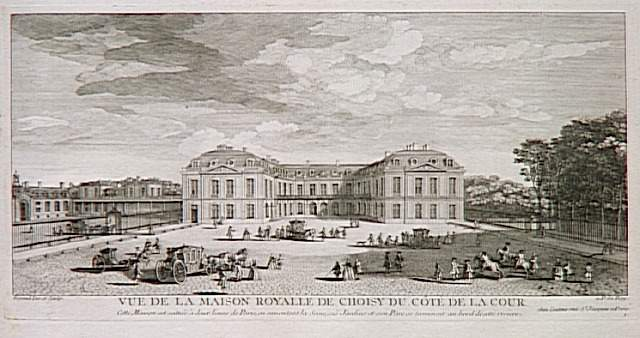
Замок-палац Шуазі, головний фасад
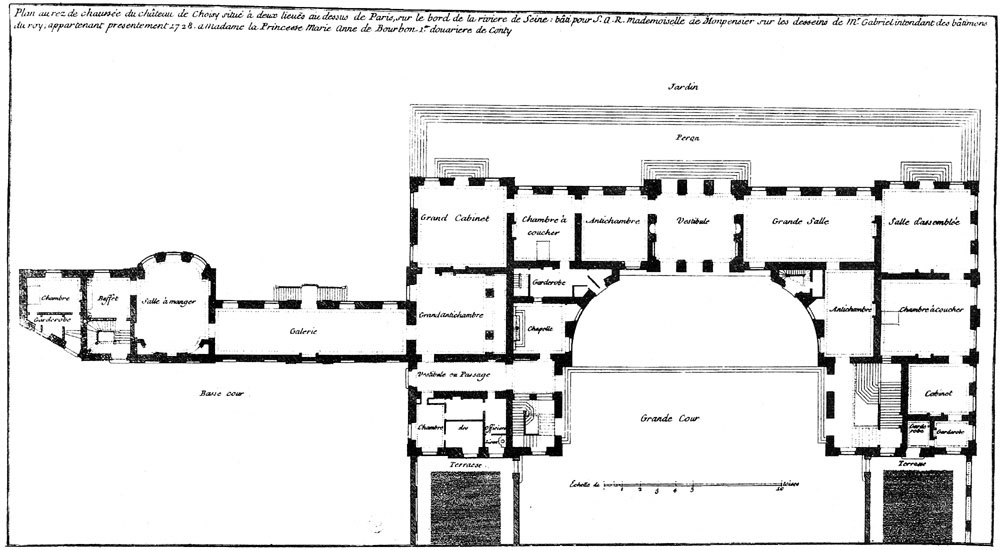
Замок-палац Шуазі, поземний план
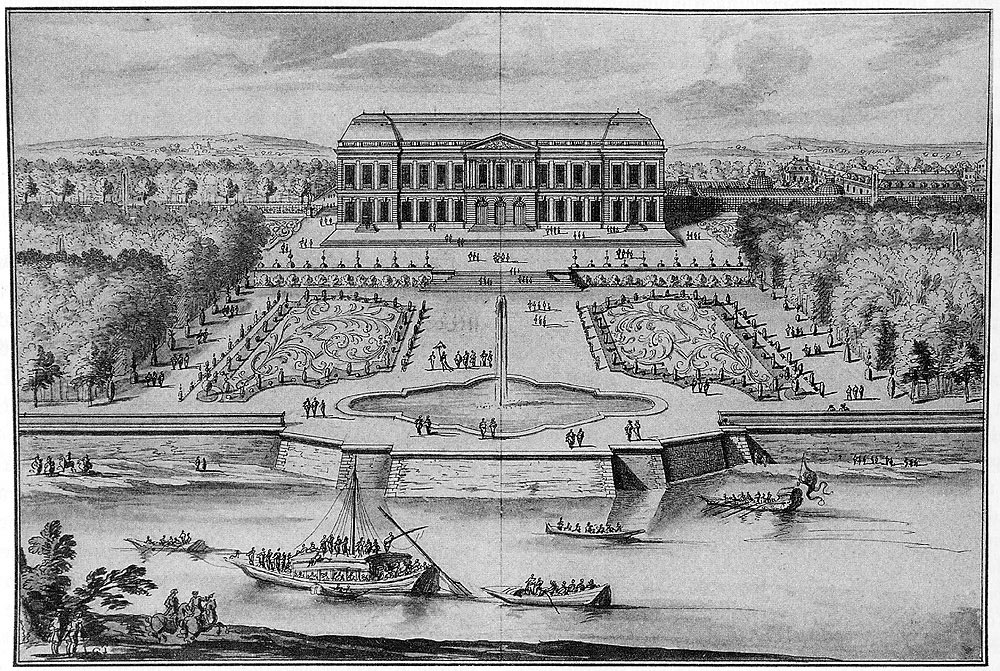
Замок-палац Шуазі, фасад на парк і на річку
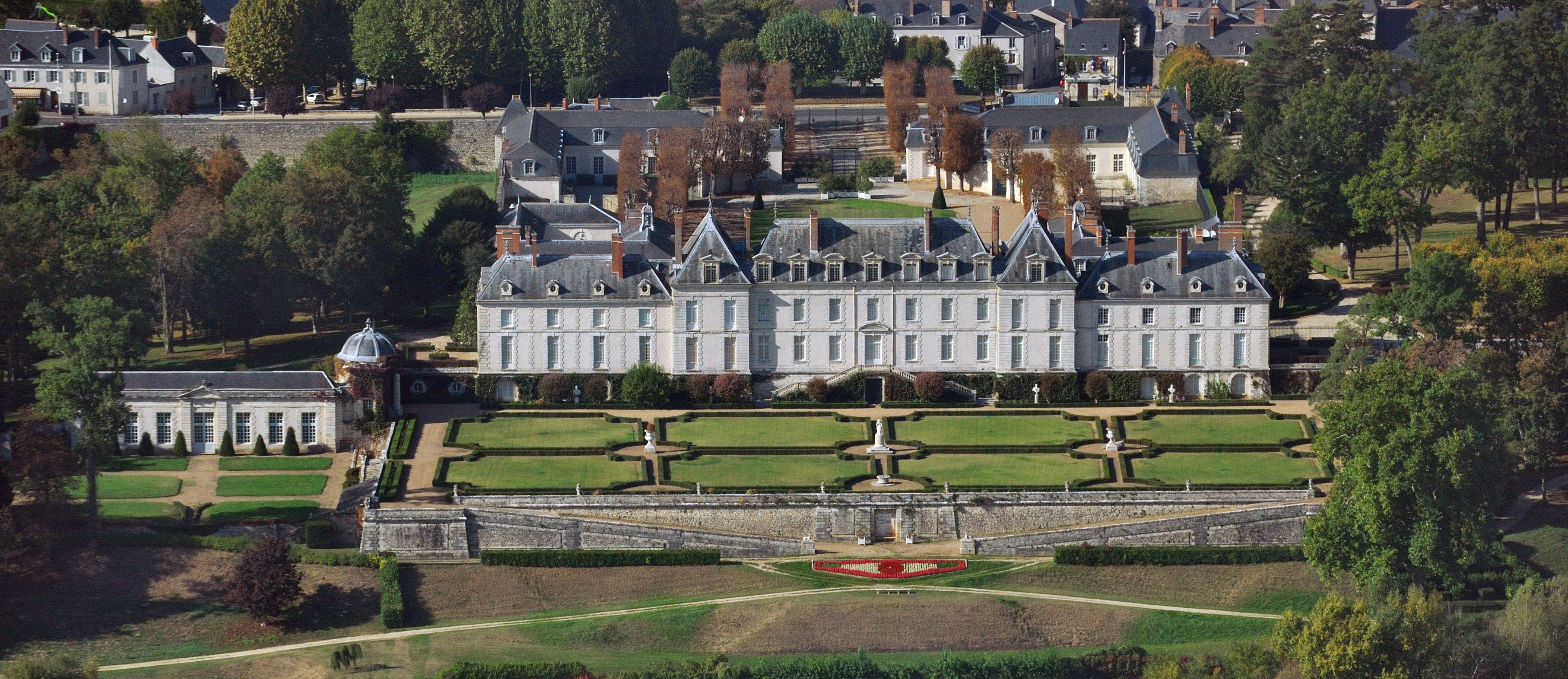
Палац Менар.
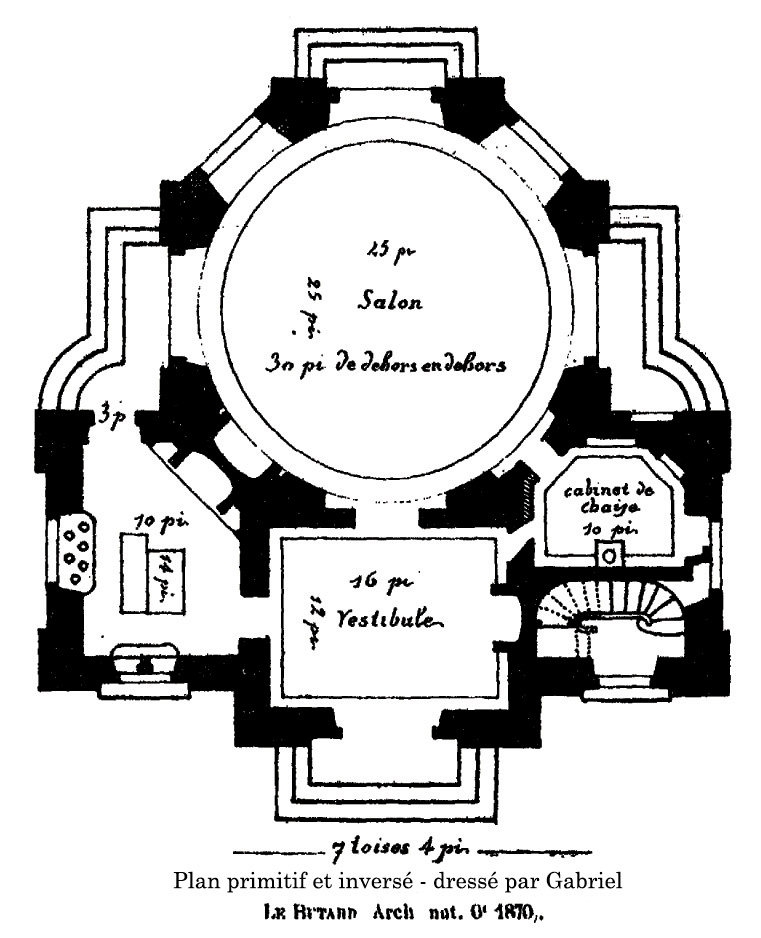
Парковий павільйон, план
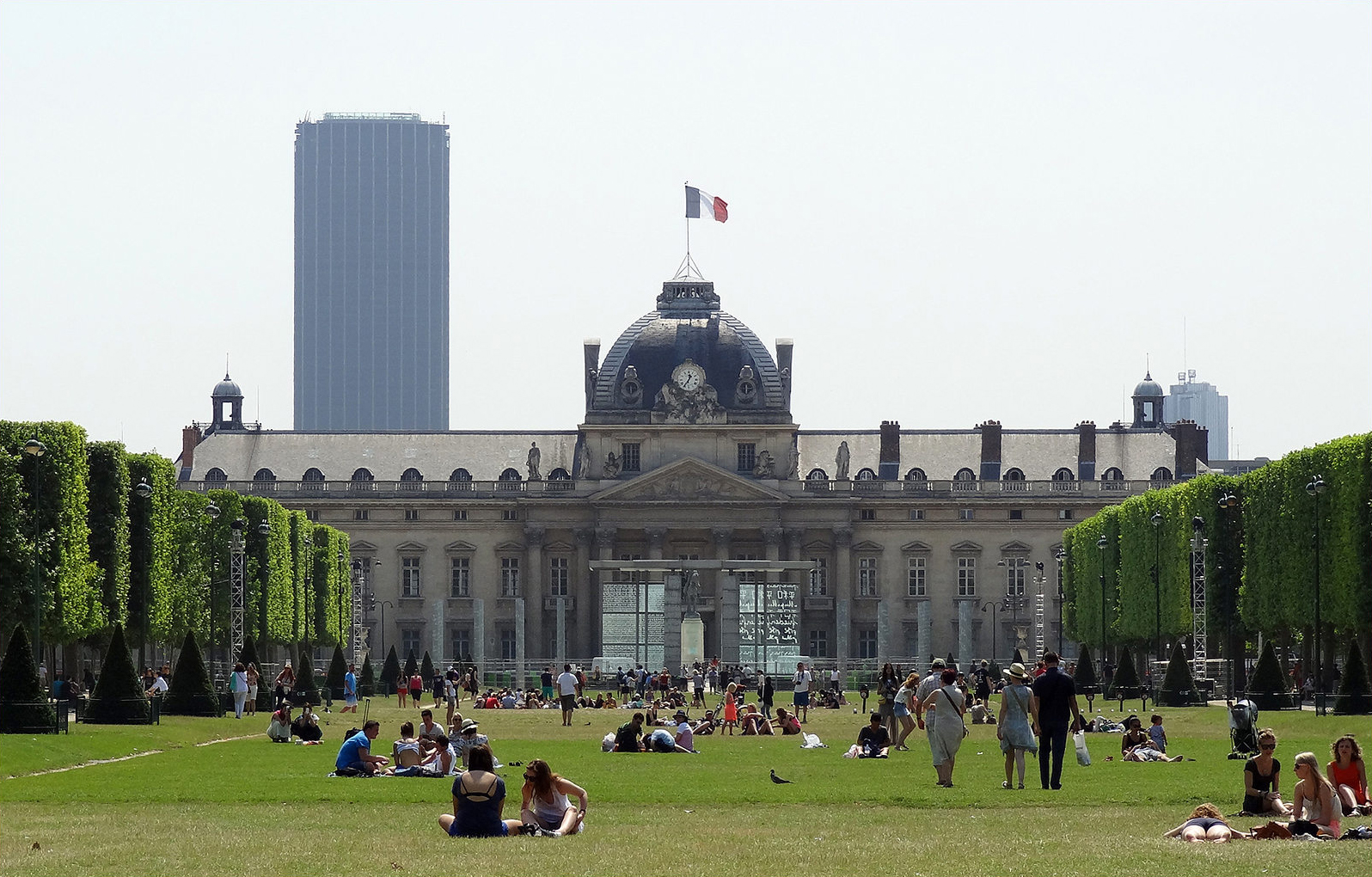
Військова академія в сучасному оточенні.
Так званий Французький павільйон, Версальський парк, поземний план.